# Новоселов Тарас Миколайович
Тара́с Микола́йович Новосе́лов (14 січня 1989 — 27 червня 2016) — солдат Збройних сил України, учасник російсько-української війни.

## Життєпис
Народився 1989 року у місті Київ. 1992 року переніс складну операцію по видаленню пухлини головного мозку. 2006 року закінчив київську ЗОШ № 242, вступив до Київського вищого професійного училища водного транспорту. В травні 2007 — лютому 2008 років працював у судноплавній компанії «Укррічфлот» кухарем на пасажирському теплоході. В 2008-2011-х працював кухарем на кораблі «ROUGE»; бував у Південній Африці, ОАЕ, В'єтнамі, Індії. Протягом 2012—2015 років працював таксистом.
10 серпня 2015 року добровольцем пішов до військкомату та отримав повістку, після підготовки на полігонах у Рівному й Житомирі направлений до Костянтинівки. В червні 2016-го потрапив на передову — у Авдіївку. Солдат, старший навідник 3-го взводу 3-ї роти, 122-й окремий аеромобільний батальйон 81-ї бригади.
27 червня 2016 року загинув в промзоні Авдіївка від кулі снайпера.
Похований у Києві на Берковецькому кладовищі.
Без Тараса лишились батьки, сестра, племінник.

## Нагороди та вшанування
- указом Президента України № 511/2016 від 19 листопада 2016 року «за особисту мужність і високий професіоналізм, виявлені у захисті державного суверенітету та територіальної цілісності України, вірність військовій присязі» — нагороджений орденом «За мужність» III ступеня (посмертно)[1]